# Ilijaz Sabriu
Ilijaz Sabriu (mac. Илијаз Сабриу; ur. 10 czerwca 1951 w Piroku) – północnomacedoński polityk pochodzenia albańskiego. W 1973 roku ukończył studia na Uniwersytecie w Prisztinie, w latach 1998–2002 zasiadał w Zgromadzeniu Republiki Macedonii.